# Wild Loneliness
Wild Loneliness è il dodicesimo album in studio del gruppo indie rock americano Superchunk. È stato pubblicato il 25 febbraio 2022 dalla Merge Records. Prima dell'uscita dell'album, la band pubblicò due singoli: Endless Summer by Merge Records. Ahead of the album release, the band put out two singles: Endless Summer e "This Night".
L'album è stato registrato durante il blocco della COVID-19 nello stato natale della band, la Carolina del Nord. È stato mixato da Wally Gagel, che ha anche mixato il quinto album della band, Here's Where the Strings Come In (1995). Gli artisti ospiti presenti nel disco includono Sharon Van Etten, Norman Blake e Raymond McGinley dei Teenage Fanclub, Mike Mills dei R.E.M., Andy Stack dei Wye Oak e Tracyanne Campbell dei Camera Obscura.
Wild Loneliness ha ricevuto recensioni positive dalla critica.
Scrivendo su Pitchfork, Steve Kandell ha riassunto l'album come un'opera "più lunatica" e "più sommessa" della band che "entra nel cuore di alcuni argomenti divertenti come la paura e l'ambivalenza di fronte alla rovina ambientale e sociale", nel complesso dandogli un punteggio di 7,9 su 10.
In AV Club, Alex McLevy ha dato all'album un B+ e ha scritto: "Così tante band si abituano a un solco mentre maturano, ma ciò che ha sempre mantenuto i Superchunk così corroboranti nel corso degli anni è il modo in cui la musica e i testi hanno continuato ad evolversi in modi adeguati un gruppo indie-rock il cui suono è servito da modello per un milione di imitatori", e lo descrive come "uno degli album più teneri del gruppo di lunga data"
Il critico di PopMatters Kevin Kearney ha definito l'album una "correzione di rotta dopo l'irregolare What a Time to Be Alive del 2018", dandogli un 7/10.

## Tracce
1. City of the Dead – 4:25
2. Endless Summer – 4:14
3. On the Floor – 3:38
4. Highly Suspect – 4:38
5. Set It Aside – 2:20
6. This Night – 4:36
7. Wild Loneliness – 3:03
8. Refracting – 2:51
9. Connection – 4:39
10. If You're Not Dark – 4:08